# 브래드 베이어
브래드 바이어(Brad Beyer, 1973년 9월 30일 ~ )는 미국의 배우이다.

## 출연 작품
- 땡큐 포 유어 서비스 (2016)
- 몬스터 트루퍼스 (2007)
- 미스터 우드콕 (2007)
- 제리코 (2006)
- 소로리티 보이즈 (2002)
- 웨이 오프 브로드웨이 (2001)
- 트릭 (1999)
- 크레이지 인 알라바마 (1999)
- 장군의 딸 (1999)
- 캅 랜드 (1997)